# Cá chình hoa
Cá chình hoa, còn gọi là cá chình bông hay cá lệch (danh pháp hai phần: Anguilla marmorata) là một loài thuộc Bộ Cá chình (Angulliformes). Cá lệch là tên gọi loài cá này ở Nghệ An.

## Đặc điểm
Các chình hoa có thân hình dài rắn, thiếu vây bụng, đôi khi cả vây ngực. Vây lưng và hậu môn dài, phía sau thường gắn với vây đuôi, không có gai cứng. Bong bóng thông với ruột.

## Phân bố
Trên thế giới, cá chình giống Anguilla có khoảng 20 loài, phân bố khá rộng, trừ Nam, Bắc cực ra, các châu lục khác đều có.
Khu vực Trung Tây Thái Bình Dương có 11 loài thuộc giống Anguilla.
Ở Việt Nam, theo các tài liệu nghiên cứu trước đây, cá chình giống Anguilla có 5 loài là: Cá chình Phi (Anguilla nebulosa McClelland, 1844); cá chình Nhật (Anguilla japonica Temminck and Schlegel, 1846); cá chình hoa (Anguilla marmorata Quoy and Gaimard, 1824); cá chình Xêlêbet (Anguilla celebensis Kaup, 1856) và cá chình Ấn Độ (Anguilla bicolor picifica Schmidt, 1928) [Nguyễn Hữu Phụng 2001].
Theo các nghiên cứu mới nhất ở Việt Nam cá chình giống Anguilla chỉ có 3 loài là cá chình hoa (A. marmorata Quoy and Gaimard, 1824); cá chình mun (A. bicolor bicolor McClelland, 1844) và cá chình nhọn (A. malgumora Kaup, 1856) [Hoàng Đức Đạt, Nguyễn Xuân Đồng, Nguyễn Xuân Thư, 2006].

## Sinh sản
Các loài cá chình giống Anguilla có chu kỳ sống rất đặc biệt: sinh trưởng trong nước ngọt đến tuổi thành thục, trưởng thành sinh dục, di cư ra biển để sinh sản. Trong quá trình di cư, tuyến sinh dục phát triển, chín muồi và sinh sản ở vùng biển sâu. Trứng thụ tinh, phôi phát triển nở thành ấu trùng dạng là liễu, sống phù du trong nước biển, theo các dòng hải lưu trôi dạt vào bờ, biến thành có chình dạng ống trong suốt, vào cửa sông-hạ lưu biến thành cá chình con. Cá chình con theo dòng nước ngọt di cư lên thượng nguồn các sông, suối, các hồ chứa nước ngọt để sinh sống cho đến lúc trưởng thành.
Các loài cá chình giống Anguilla chỉ sinh sản một lần trong đời sống. Sau khi sinh sản, cá chình bố mẹ chết.

## Hình ảnh

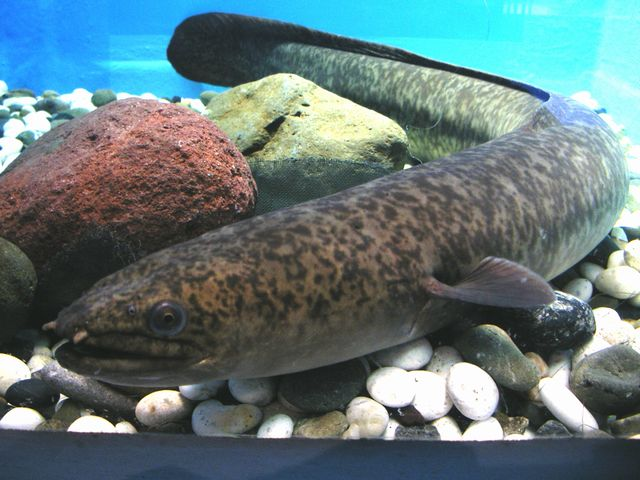
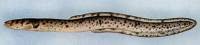
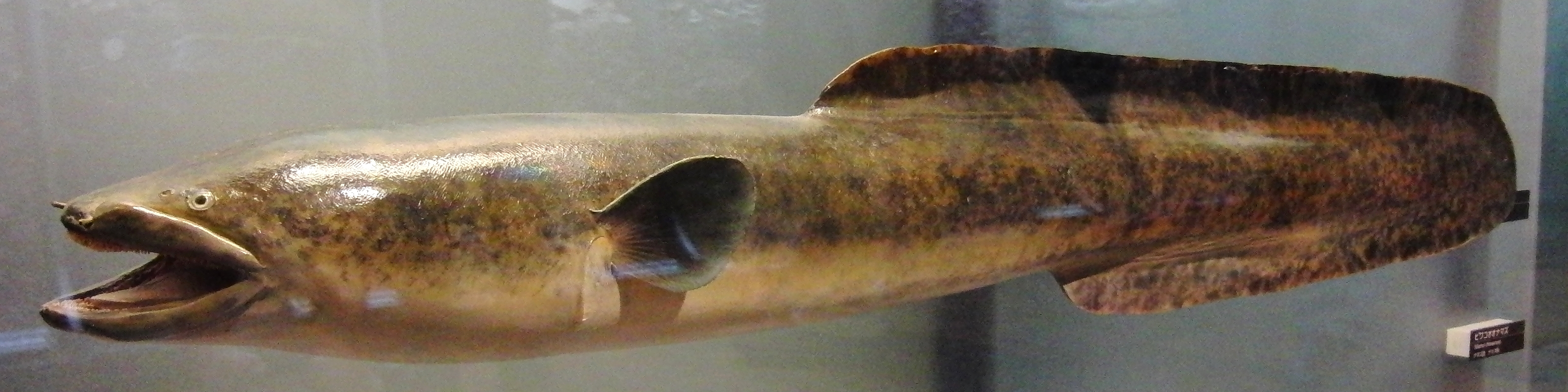